# 白俄罗斯驻广州总领事馆
白俄罗斯共和国驻广州总领事馆设立于中国广州市，是白俄罗斯在中国开设的第二个总领事馆。

## 历史沿革
2016年9月，白俄罗斯总统卢卡申科对中国进行国事访问。期间，双方发表联合声明，中方欢迎白方在广州设立总领事馆。2017年12月29日设馆，2018年11月8日举行开馆仪式。
此前，白俄罗斯已在上海开设了总领事馆。

## 领区
领区包括广东省、广西壮族自治区、海南省、湖南省和贵州省。

## 历任总领事
- 列昂尼德·巴加诺夫斯基（Леанід Бацяноўскі）：首任
- 安德烈·亚历山德罗维奇·波波夫（Андрэй Аляксандравіч Папоў）：2019年11月至今[6]